# Верховный алгоритм. Как машинное обучение изменит наш мир
Верховный алгоритм. Как машинное обучение изменит наш мир (англ. The Master Algorithm: How the Quest for the Ultimate Learning Machine Will Remake Our World) — книга Педро Домингоса, выпущенная в 2015 году. Домингос написал книгу, чтобы вызвать интерес у людей за пределами этой сферы деятельности.

## Обзор
В книге выделяются пять множеств машинного обучения: индуктивное умозаключение, коннекционизм, эволюционное моделирование, теорема Байеса и аналогичное моделирование. Автор объясняет читателю эти аспекты, обращаясь к более понятным логическим процессам, связям, установленным в мозгу, естественному отбору, суждениям о вероятности и сходстве. На протяжении всей книги предполагается, что каждое отдельное множество может внести свой вклад в объединяющий «главный алгоритм».
Ближе к концу книги автор рисует «главный алгоритм» ближайшего будущего, в котором алгоритмы машинного обучения асимптотически развиваются до идеального понимания того, как устроен мир и люди в нём. Хотя алгоритм ещё не существует, он кратко рассматривает собственное изобретение логической сети Маркова.

## В прессе
В 2016 году Билл Гейтс рекомендовал книгу, наряду с «Суперинтеллектом» Ника Бустрёма, как одну из двух книг, которые каждый должен прочитать, чтобы понять искусственный интеллект. В 2018 году книга была отмечена на книжной полке главы Китая Си Цзиньпина.

### Реакция
Педагог информатики заявил в Times Higher Education, что примеры понятны и доступны. Напротив, The Economist согласился с тем, что Домингос «делает хорошую работу», но жалуется, что он «постоянно изобретает метафоры, которые раздражают или сбивают с толку». Kirkus Reviews высоко оценил книгу, заявив, что «Читателям, незнакомым с логикой и теорией компьютеров, придётся нелегко, но те, кто упорствует, откроют для себя захватывающие идеи».